# The 1940s House
The 1940s House är en brittisk reality-TV-serie, producerad av Channel 4. Den visades först i Storbritannien i januari 2001. Den ingår i en serie tillsammans med The 1900 House och The Edwardian Country House.
I serien lever familjen Hymers som en vanlig arbetarfamilj i ett hus med adress 17 Braemar Gardens, West Wickham, Storlondon i Storbritannien. De får under två månader leva som man gjorde vid tiden för andra världskriget, med ransoneringar, skyddsrum i trädgården och mörkläggning.

## Liknande serier

### Storbritannien
- The 1900 House - en familj lever som omkring år 1900
- The Edwardian Country House – en familj med fem medlemmar har 14 personer som tjänstefolk och lever som omkring år 1900
- Regency House Party - singlar möts i ett hus för att möta kärleken som under 1810-talet
- Coal House – tre familjer lever som under år 1927 i ett gruvsamhälle
- Coal House at war – tre familjer lever som under år 1944 i ett gruvsamhälle

### Australien
- Outback House – en familj driver en fårfarm som under år 1861
- The Colony - fyra familjer och även en del "fångar" lever som under år 1800 i New South Wales

### Nya Zeeland
- Pioneer House - en familj lever som under år 1900 på Nya Zeeland
- Colonial House - återskapande av livet för brittiska immigranter omkring år 1850 i Canterbury
- One Land - återskapande av livet för brittiska immigranter och Maoris på Nya Zeeland omkring år 1850.

### Tyskland
- Schwarzwaldhaus 1902 (Black Forest House 1902) – en familj bor utan el i ett traditionellt Black Forest house
- Windstärke 8 – Das Auswandererschiff 1855  - om immigranter på resa till Amerika
- Die Bräuteschule 1958 - tonårsflickor som går i hushållsskola under 1950-talet
- Abenteuer 1900 - Leben im Gutshaus (The 1900 Adventure) - om en adelsfamilj på ägor utanför Berlin
- Abenteuer 1927 - Sommerfrische (The 1927 Adventure) - livet i huset från Abenteuer 1900, denna gång under 1920-talet
- Steinzeit - Das Experiment (The Stone Age Experiment) - livet under stenåldern.
- Die harte Schule der 50er Jahre (Difficult 1950s School) - lärare och elever testar att leva som på en internatskola under 1950-talet
- Abenteuer Mittelalter - Leben im 15. Jahrhundert (The Medieval Adventure) - livet i ett slott på 1400-talet.

### USA
- Frontier House – tre familjer lever som under år 1883 i Montana
- Manor House - (The Edwardian Country House, fast med bonusmaterial)
- Colonial House – utspelar sig i USA år 1628
- Texas Ranch House – utspelar sig i USA under år 1867